# 华盛顿理工大学
华盛顿理工大学（英語：Washington Technology University，缩写为WTU）是一所位于美国华盛顿州贝尔维尤的私立大学。学校是中国春来教育集团在美国收购的一所西雅图市下面的州（类似中国的县）大学，2017年曾到中国商丘也就是春来教育集团总部进行招生宣传，春来教育集团为华盛顿理工大学投入大量资金，在收购学校的第二年春来教育集团在香港交易所上市，这也在说明了春来教育集团的成功，2018年组织商丘学院学生进行游学，但是游学费用较大，仅仅十几天需要花费几万块商丘学院的学生报名数很少，同时华盛顿理工大学提供信息安全、信息技术与管理、工商管理的本科学士学位课程，致力于为西雅图本地培养高科技产业所需人才，其第一批学生于2018年1月正式开课。 华盛顿理工大学由华盛顿学生成就理事会认证其作为教育机构颁发学位的权力。2022年該校永久停辦。

## 筹划分校
在主校区正式向学生开放数月后，华盛顿理工大学于2017年8月开始与北本德（North Bend）的土地所有者就在原草甸山农场（Mountain Meadows Farm）的部分区域开设分校区的议题展开讨论。此校区将回归农场作为农业生产用地和本校的高科技特色办学相结合，预计开设农业科技、葡萄栽培和酒店管理专业。 本项目的一次相关会议中，当地居民曾表示对例如交通负荷和下水道负荷增加的担心，少部分人曾积极反对本项目。

## 相關
- 華盛頓州學院和大學列表